# Studio am Stacheldraht

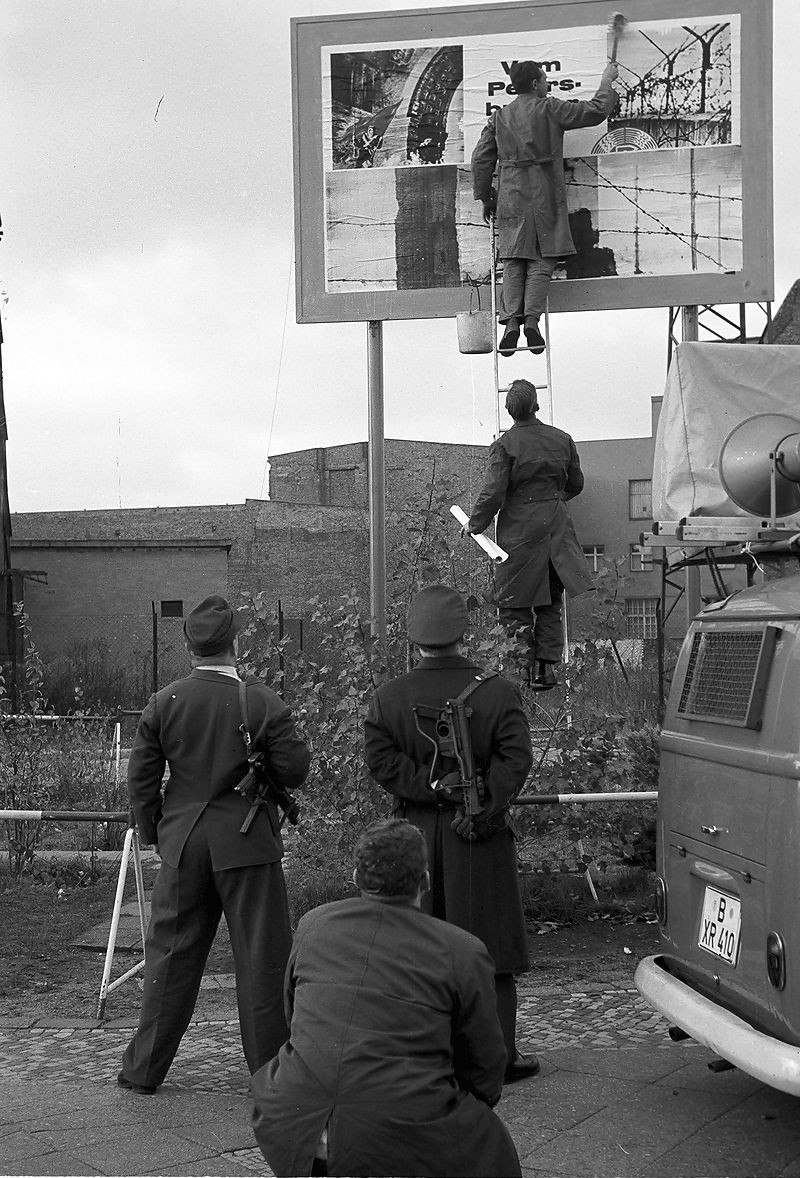
Plakatwand an der Berliner Mauer am Potsdamer Platz, rechts ein Wagen des Studios am Stacheldraht, 1965

Das Studio am Stacheldraht (SaS) war eine auf Initiative des Berliner Innensenators, Joachim Lipschitz, im August 1961 vom West-Berliner Senat in Zusammenarbeit mit dem RIAS eingerichtete mobile Lautsprecherstation, die mit entsprechend ausgerüsteten VW-Bussen Informationen und Nachrichten über die Berliner Mauer hinweg in den Ostteil der Stadt ausstrahlten.
Das rollende Studio sollte eine Reaktion sein auf Ost-Berliner Lautsprecherpropaganda, welche wiederum eine Antwort waren auf die zahlreichen, vor allem an Grenz- und Volkspolizisten gerichtete Plakate in West-Berlin („Deutsche, schießt nicht auf Deutsche!“)
Der Einsatz der SaS-Busse markierte den Beginn des sogenannten Lautsprecherkrieges. 
Die Lautsprechertätigkeit endete nach einem großen Einsatz am 7. Oktober 1965. An diesem 16. Jahrestag der DDR wurde ein Zapfenstreich der Nationalen Volksarmee (NVA), abgehalten in einer Kaserne westlich von Gatow, mit lauter Musik und Durchsagen empfindlich gestört. Eigens zu diesem Anlass wurde eine 5000-Watt-Sendeanlage mit einer Reichweite von mehr als fünf Kilometern installiert.
Seitens der DDR führte dies zur Erkenntnis, keine geeigneten technischen Gegenmaßnahmen durchführen zu können und baute die Lautsprecheranlagen entlang der Grenze ab. Daraufhin stellte auch das SaS seinen Lautsprecherbetrieb ein.

## Leuchtschriftanlagen

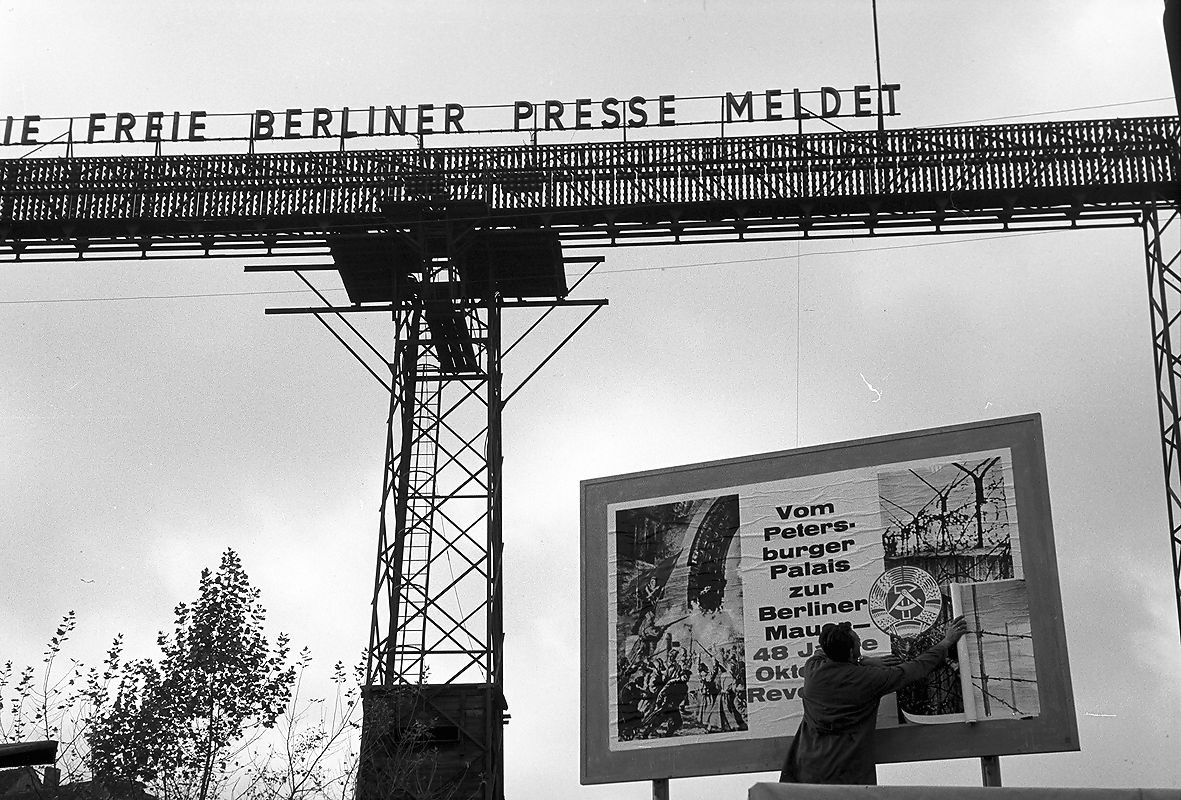
Die Leuchtschriftanlage am Potsdamer Platz, 1965

Seit Oktober 1963 betrieb das SaS zusätzlich vier hohe Wanderschriftanlagen mit aktuellen Schlagzeilen über weltpolitische Ereignisse, Informationen über die Lage in der DDR und Fluchtversuche und andere Zwischenfälle an der Mauer. Die Hauptanlage befand sich im Hochhaus der Wohnungsbaugesellschaft GSW in der Kochstraße. Dort befand sich auch ein Büro des SaS, in dem die Texte gefertigt wurden. Per Fernschreiber wurden diese an die anderen Anlagen weitergeleitet. Diese befanden sich auf dem Dach der Rudolf-Wissell-Schule in der Ellerbeker Straße 7 in Gesundbrunnen, auf der Erhebung Dörferblick in Rudow und am Potsdamer Platz, wo das SaS die Verantwortung für die bereits im Oktober 1950 von Westberliner Zeitungsverlagen aufgestellte Anlage übernahm. Die vier Meter hohe Leuchtschrift der Hauptanlage strahlte in Richtung Alexanderplatz und war mit einem lichtreflektierenden Spezialanstrich versehen, wodurch Versuche der Volkspolizei, die Anlage mit Scheinwerfern zu blenden, nicht nur scheiterten, sondern die Leuchtkraft der Schrift sogar noch verstärkten.
Der bevorstehende Beginn der Verhandlungen über das Viermächteabkommen über Berlin im März 1970 läutete das Ende des SaS ein. Die ohnehin schwierigen Verhandlungen sollten nicht unnötig durch vermeidbare Aktionen verkompliziert werden. Im Dezember 1969 wurde der Betrieb der Leuchtschriftanlagen und somit des SaS insgesamt eingestellt.